# Stårup (Odsherred Kommune)
 For alternative betydninger, se Stårup. (Se også artikler, som begynder med Stårup)
Stårup er en landsby på Nordvestsjælland med 201 indbyggere i byområdet (2012). Stårup er beliggende i Højby Sogn to kilometer øst for Højby, fire kilometer sydvest for Nykøbing Sjælland og 30 kilometer nord for Holbæk. Landsbyen tilhører Odsherred Kommune og er beliggende i Region Sjælland.